# Por ti (telenovela)
Por ti é uma telenovela mexicana exibida pela Azteca e produzida por Fides Velasco e Rafael Gutierrez em 2002. 
Foi protagonizada por Ana de la Reguera e Leonardo García com antagonização de Regina Torné e Luis Felipe Tovar.

## Elenco
- Ana de la Reguera .... María Aldana/Isabel Miranda
- Leonardo García .... Antonio Cortez
- Claudia Islas .... Virginia Montalban
- Gabriel Porras .... Jose
- Regina Torné .... Francisca Orozco
- Luis Felipe Tovar .... Coronado
- Francisco de la O .... César Cortez
- Vanessa Ciangherotti .... Paola
- Andrea Noli .... Andrea Montalban
- Gloria Peralta .... Julieta
- Xavier Massimi .... Omar
- Mariana Torres .... Marisol
- Rodrigo Cachero .... Luis
- Tamara Monserrat .... Helena
- Fernando Becerril .... Arturo
- Angélica Aragón
- Ana LaSalvia ... Diana